# Relicinopsis rahengensis
Relicinopsis rahengensis är en lavart som först beskrevs av Vain., och fick sitt nu gällande namn av Elix & Verdon. Relicinopsis rahengensis ingår i släktet Relicinopsis och familjen Parmeliaceae.   Inga underarter finns listade i Catalogue of Life.